# NK Hrvoje Banja Luka
NK Hrvoje je bio nogometni klub iz Banje Luke, BiH, oko kojeg su se okupljali Hrvati. 
Osnovan je prije drugog svjetskog rata.
Sudjelovao je u nogometnom prvenstvu NDH. Nakon drugog svjetskog rata, ta je činjenica bila izvrsna izlika protuhrvatski nastrojenim komunističkim vlastima za zabraniti mu rad.